# 莱斯库斯
莱斯库斯（法語：Lescousse，法語發音：[lɛskus]）是法国阿列日省的一个市镇，位于该省北部，属于帕米耶区。

## 地理
莱斯库斯（43°9'14"N, 1°30'47"E）面积8.48 平方千米，位于法国奧克西塔尼大區阿列日省，该省份为法国西南部内陆省份，西部和北部与上加龙省接壤，东临奥德省，东南至东比利牛斯省接壤，南与安道尔和西班牙接壤。
与莱斯库斯接壤的市镇（或旧市镇、城区）包括：埃斯科斯、圣马丹多伊德、圣米歇尔、安藏。
莱斯库斯的时区为UTC+01:00、UTC+02:00（夏令时）。

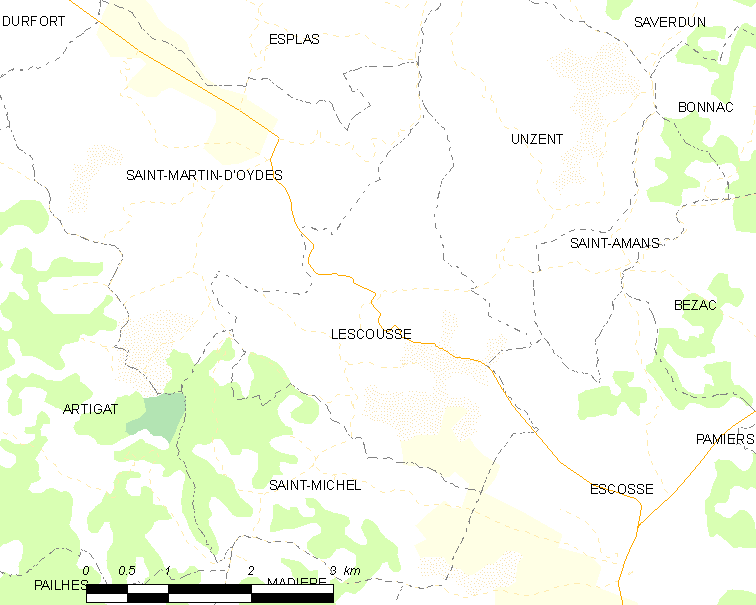
莱斯库斯的OSM定位图

## 行政
莱斯库斯的邮政编码为09100，INSEE市镇编码为09163。

## 政治
莱斯库斯所属的省级选区为帕米耶第一县。

## 人口

1962-2008年间莱斯库斯人口变化图示

莱斯库斯于2022年1月1日时的人口数量为82人。